# 成瘾行为
成瘾行为（addictive behavior）作为一种刺激，既是一种令人满足的犒赏（rewarding），也是一种强化（reinforcing）：因这一行为中收到的犒赏，这一行为得到了强化；因得到了强化之后，这一行为强化犒赏的吸引力——这一行为与成瘾性的发展密切相关。包含成瘾行为的成瘾通常指的是行为成瘾。

## 冲动与上瘾
如同在强迫症中那样，強迫行為和成瘾这两个概念领域互相交错，但犒赏机制是二者一个主要区分点。按照定义而言成瘾是一种冲动，成瘾和冲动都包含强化；但成瘾中，即冲动获得犒赏，犒赏强化冲动——使用某物或行使某事的诱因显著性因为成瘾冲动犒赏系统的正强化不断提升。与之对比，强迫症患者感受到的冲动却不一定在遵从冲动后带来犒赏或者满足感。不过，冲动也可能因负强化而加强，以此方法可以治疗相关疾病中的强迫行为。
伏隔核是大脑内与重度成瘾和强化学习有关的部位，而对伏隔核进行腦深層刺激手術被证明对治疗强迫症有疗效，但目前参与的人数仍有限且仍需要进一步的研究。

## 备注
1. ↑  正强化发生于一件渴求中的事或物作为一种结果而呈现，而这一结果刺激了这一渴求。
  - 例一：老鼠按下一个按钮会得到奖励，因而老鼠更频繁地按下按钮，越来越多的奖励增加了其按下按钮的次数，因而正强化了其按按钮的行为。
  - 例二：女儿收拾玩具则父亲给糖，如果女儿确实收拾玩具因而变得更勤快了，则糖是正强化物，正强化了收拾东西的行为。
  - 例三: 公司依照员工销售业绩多少进行对应奖励，业绩高则奖励多，员工因此销售更勤快、更高效，则雇主收到正强化的效用。[5]:253
2. ↑  负强化发生于受厌恶的事件被避免或者受厌恶的物件被清除后，某项行为的程度反而上升。
  - 例一：父母反复唠叨叫孩子打扫卫生后，孩子为了避免前述情况的发生而打扫卫生。此处，父母的唠叨是孩子想要避免的事件，因而负强化了孩子打扫卫生的行为。
  - 例二：一个人用某品牌止痒软膏止蚊子叮咬痒，若止痒效果好，则此人更有可能继续购买使用该软膏，蚊子叮咬引起的瘙痒则是其中的负强化物，负强化了其购买行为。
  - 例三: 公司规定员工布置的业绩进度如在周五前完成则可在周六休假。周六还要上班这一结果是负强化物，是大家所不愿意见到的，因而促进了公司的提升，这一过程则为一个负强化的过程。[5]:253